# Vespa Sprint et Sprint Veloce
Pour les articles homonymes, voir Sprint.
 (février 2017).
Si vous disposez d'ouvrages ou d'articles de référence ou si vous connaissez des sites web de qualité traitant du thème abordé ici, merci de compléter l'article en donnant les références utiles à sa vérifiabilité et en les liant à la section « Notes et références ».

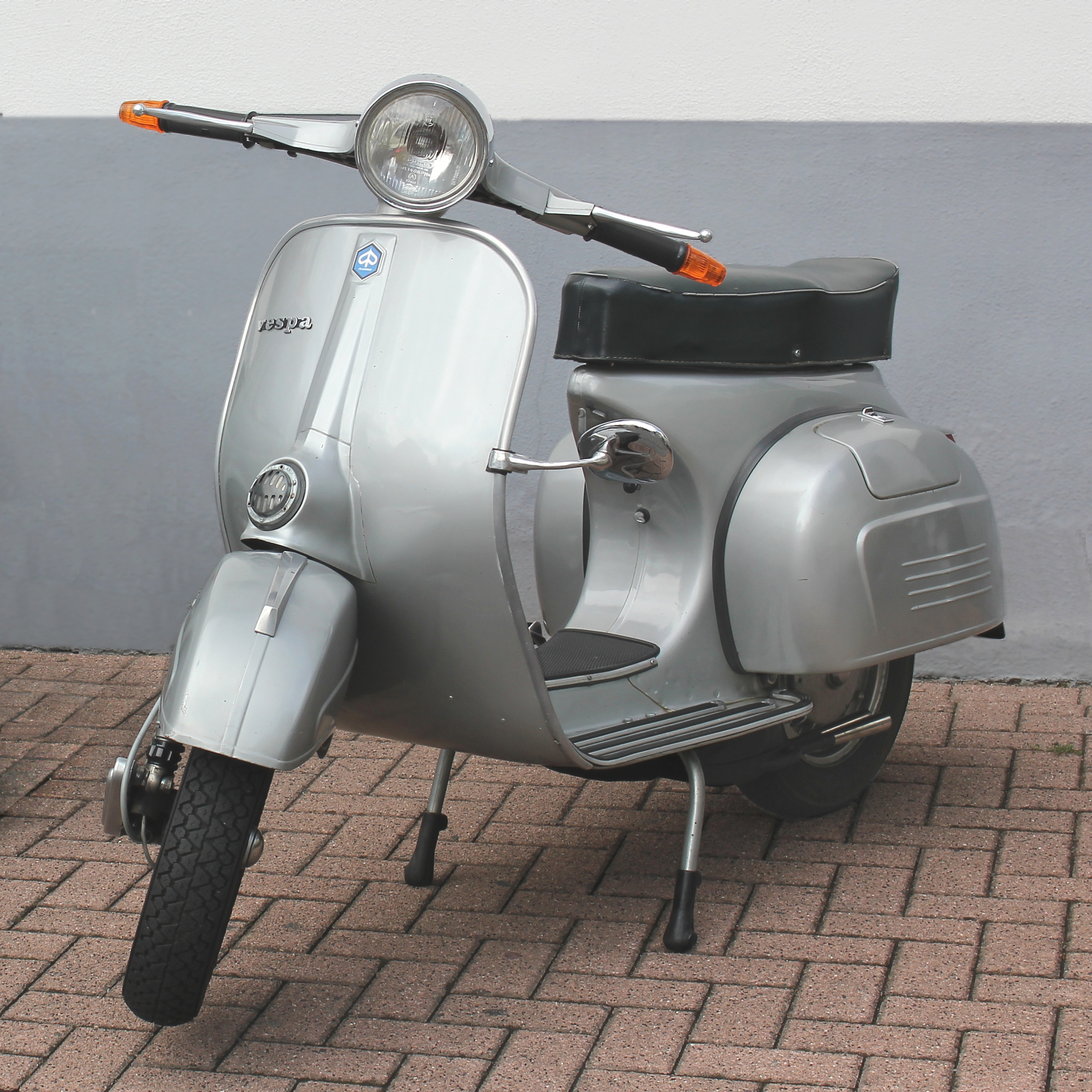
Vespa 150 Sprint V.

Les Vespa Sprint et Sprint Veloce sont deux modèles de Vespa.

## Introduction
La Vespa Sprint est un scooter à coque en acier emboutie autoporteuse produit par Piaggio en l’usine de Pontedera (Italie) de 1965 à 1976, doté d'une motorisation 2-temps de 145,45 cm3 à distribution rotative carburée, et d'une boîte de vitesses à quatre rapports manuels. Il a existé deux versions successives et simultanées de la Vespa Sprint, le 150 Sprint construit de 1965 à 1974, et la Vespa 150 Sprint Veloce de 1969 à 1976. La ligne « Sprint » marque un nouveau départ dans la modernité pour la marque Piaggio, alliant mieux que jamais auparavant performances, sûreté du comportement routier et économie. Cette gamme empruntant au caractère sportif de la Vespa 180 Super Sport devient instantanément un « classique », affectera les modèles suivants et restera pour ainsi dire inchangée pendant plus de dix ans.
En France, la conduite légale du Sprint et Sprint Veloce nécessitait le passage du permis moto.

## Identification
Les deux versions de la Vespa Sprint sont identifiables par le préfixe VLB1T, suivi des numéros de série 01001 à 1205477 pour le modèle Sprint et de 0150001 à 0294169 pour les Sprint Veloce. À noter qu'en 1967, le préfixe VLB2T fut utilisé pour les modèles Sprint de 050001 à 051523 (1 523 scooters). D'autre part, les numéros de série 051422 à 051499 et de 051524 à 052000 ne furent pas utilisés. En cours d'année 1971, dans le cadre de la numérotation à sept chiffres, un « 1 » remplace le « 0 » en tête des numéros de série des modèles Sprint. En revanche, la numérotation des Sprint Veloce reste constante de 1969 à 1976 avec une séquence de sept chiffres débutant par un « 0 ».

## Style et carrosserie
Les deux Sprints sont sensiblement différents mais le style général très moderne durera jusqu’en 1977, rare exploit esthétique et commercial. Les deux Sprint sont équipés de la même selle biplace, ou d’une selle monoplace et porte-bagages en tôle emboutie sur demande. La même flèche en aluminium orne les garde-boue avant des deux modèles, mais les baguettes latérales avant et arrière du Sprint disparaissent sur le Sprint Veloce. La coque et les ailes avant et arrière sont identiques. La Vespa Sprint est dotée du phare trapézoïdal commun aux 180 S.S. et au 150 GL tandis que le Sprint Veloce bénéficie du nouveau manubrio (guidon) avec phare rond surdimensionné de diamètre 130 mm introduit en 1968 pour la Vespa Rally 180. Les feux arrière sont également différents ; celui du Sprint est similaire à celui des 150 GL, 125 GT, 125 et 150 Super, Super Sport et Rally 180 ; le Sprint Veloce quant à lui est équipé d'un nouveau feu rectangulaire surdimensionné surmonté d’une « visière » en plastique, qui sera installé en 1972 sur les Rally 200, puis les 125 GTR et 125 TS. En début de production, la Vespa Sprint était marquée d’une plaque lisant « Vespa S. » noire et fine sur le tablier, et 150 Sprint au-dessus du feu arrière en lettres cursives. La mince plaque noire est ensuite remplacée par la mention « Vespa Sprint » en aluminium sur le tablier et Vespa Sprint ou 150 Sprint au-dessus du feu arrière. Le Sprint Veloce quant à lui débute avec les badges en aluminium et également en cursives « Vespa Sprint » à l’avant et « Sprint Veloce » à l’arrière, puis en 1975 horizontalement simplement « VESPA » dans le nouveau style majuscules horizontales alu sur fond noir sur le tablier, et « 150 SPRINT V. » au-dessus du feu arrière. Le Sprint sort en coloris unique Grigio Azzurro metallizzato code 1.268.0110, le Sprint Veloce sort en Argento metallizzato code 1.268.0103 en 1969, Blu 1.298.7230 en 1970, Chiaro di luna metallizzato code 2.268.0108 en 1971, Rosso 1.298.5847 en 1972, Verde ascot code 1.298.6307 en 1973, Verde vallombrosa code 1.298.6590 en 1975, Blu marine code 1.298.7275 en 1976 et en Grigio polaris code 1.268.8200.

## Antécédents, succession et modèles similaires
Le prédécesseur du modèle Sprint était la Vespa 150 GL produite de 1962 à 1965. Le dessin de la carrosserie et notamment des ailes en étaient plus arrondi, le 150 Sprint hérita néanmoins de son phare trapézoïdal. A côté des 150 Sprint et Sprint Veloce on trouvait dans la gamme des modèles de moindre cylindrée : Vespa 125 GT (Gran Turismo 1966-73) et GTR (Gran Turismo Rinnovata 1968-76). À partir du Rally 180 (1968-73) et du Sprint Veloce les baguettes latérales disparaissent et tous les Vespa à larges coques tels que les GTR, Rally et TS ont à peu de différences près le même aspect, jusqu'à l’introduction de la Nuova Linéa en 1977. Les Rally 180 et 200 ainsi que le 125 TS ont une boîte à gants située à l’intérieur du tablier et la roue de secours est montée dans l'aile arrière gauche dans la lignée des 160 GS et 180 S.S., tandis que la roue de secours sur les Vespa Sprint, Sprint Veloce et 125 GTR est montée dans le tablier comme sur le 150 GL, et l'aile arrière gauche est aménagée en coffre fermé d’une portière à serrure. À part la cylindrée et les coloris, le Sprint Véloce et le GTR sont identiques.

## Motorisation et caractéristiques techniques

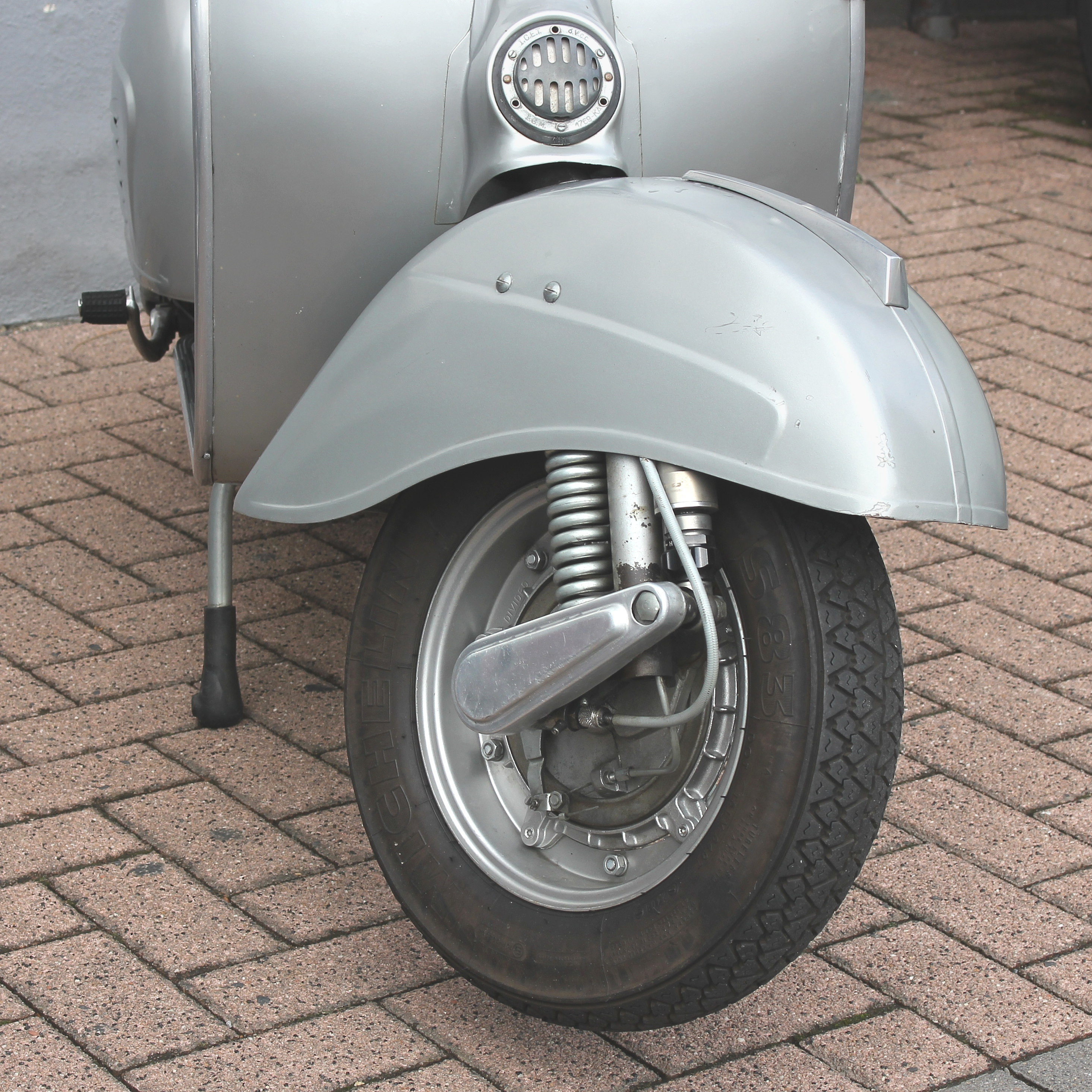
Suspension

Le moteur proprement dit est le même pour les deux modèles, à distribution rotative, boîte quatre vitesses en prise directe. La cylindrée est de 145,45 cm3 héritée des 125/150 Super, mais entraînant une roue de dix pouces. Le système électrique est en six volts et l’allumage se fait par bobine externe et vis platinées. L'amélioration majeure du Sprint Veloce par rapport au Sprint était le passage de deux à trois transferts, élevant le taux de compression de 1/7,5 à 1/7,7 et la puissance de 7  à   7,7 ch. Le carburateur est un DelLorto SI 20/17 pour le Sprint, SI 20/20 pour le Sprint Veloce.
- Vitesse de pointe 94 km/h, 97 km/h normes CUNA (Commissione Unificazione e Normalizzazione Autoveicoli).
- Consommation 1 l aux 45 km de mélange 2-temps à 2 %.
- Côtes franchissables 36 %.
- Km départ arrêté en 44 s, 75 km/h départ arrêté en 15 s, de 30 km/h à 75 km/h en 4e en 14 s.
- Moteur monocylindre 2-temps à distribution rotative.
- Cylindrée 145,45 cm3 (alésage 57 mm, course 57 mm). Alimentation électrique 6 V par volant magnétique. Allumage par bobine externe.
- Transmission à entrainement direct 4 vitesses. Embrayage à disques en bain d’huile.
- Suspensions avant et arrière à ressorts hélicoïdaux et amortisseurs hydrauliques à double effet.
- Freins à tambours sur les deux roues.
- Roues interchangeables. Pneumatiques 3.50-10”.
- Longueur 177 cm, largeur 67 cm, hauteur 104,5 cm.
- Poids à vide 89 kg.

## Production totale de Piaggio Pontedera
- Sprint VLB1T : 119 546
- Sprint VLB2T : 1 522
- Sprint Veloce VLB1T : 218 119